# Largo Winch II
Largo Winch II (ook wel bekend als The Burma Conspiracy) is een Franse-Belgische-Duitse actiefilm uit 2011. De film is het vervolg op Largo Winch uit 2008 die beide gebaseerd zijn op de Belgische stripreeks Largo Winch die op  zijn beurt gebaseerd is op een romanreeks van dezelfde schrijver. Beide films werden geregisseerd door Jérôme Salle. De film is vrijwel volledig Franstalig.

## Verhaal
Largo Winch is in de vorige film 1 van de rijkste mannen van de wereld geworden en grootste aandeelhouder (65%) van het miljarden-conglomeraat Groupe W. Vervolgens besluit hij om zijn aandelen te verkopen en de opbrengst te schenken aan een liefdadigheidsinstelling beheerd door hem en zijn vriend Alexander Jung en de huidige directeur van Groupe W Dwight Cochrane. Dit wordt echter verhinderd door het ingrijpen van een VN-procureur Diane Francken die hem beschuldigd van misdaden tegen de menselijkheid 3 jaar geleden in Birma. Hij zou in opdracht van zijn overleden vader Nerio Winch opdracht gegeven hebben om een plaatselijk dorp af te laten slachten door het leger van generaal Min om een mijn daar te plaatsen. Dit zou betaald zijn met een Zwitserse bankrekening genaamd Pandora. Hiervoor hebben ze een anonieme getuige. Largo was 3 jaar geleden inderdaad in Birma en zelfs in de buurt van dat dorp, maar dat was puur toeval. Hij was op de vlucht voor zijn vader.
Hij besluit om naar Birma te gaan om die getuige te mogen spreken. Die getuige blijkt zijn toenmalige vriendin te zijn die blijkt te liegen. Procureur Francken is een procureur die grote CEO's in de cel probeert te stoppen die hun macht en rijkdom gebruiken om anderen te intimideren. Hierdoor is ze zeker van Largo's schuld. Largo graaft echter dieper en een vijand genaamd Nazatchov stuurt huurmoordenaars. Zijn toenmalige vriendin bleek echter zwanger te zijn van Largo en loog omdat de vijand haar zoon gijzelt. Largo die niet wist dat hij een zoon heeft, besluit om hem te helpen. Wanneer zijn moeder sterft, houdt Largo hem een tijdje bij. Ondertussen bleek Nazatchov een stroman te zijn van Nerio Winch zijn vriend Alexander Lung. 3 jaar geleden stierf zijn zoon nadat Nerio weigerde te betalen voor het bloedbad in Birma, want Nerio wilde enkel de grond voor een mijn en wist niet dat er een dorp op stond. Nu stelt Lung Largo met deze zaak in een slecht licht waardoor de aandelen zakken. Hierdoor kan Lung via Nazatchov Groupe W kopen doordat Largo's aandelen goedkoper worden. Nu wil Lung procureur Francken vermoorden omdat zij nog de enige is die Largo zijn onschuld kan bewijzen. Largo redt haar en besluit om Groupe W te houden. Lung's en Nazatchov's voorschot van 5 miljard dollar kan hij houden en geeft hij weg aan de liefdadigheidsinstelling. Hij besluit om zijn zoon Noom op te voeden in het hoofdkwartier van Groupe W in Hongkong.

## Rolverdeling
| Acteur                 | Personage        | Rolbeschrijving                       |
| ---------------------- | ---------------- | ------------------------------------- |
| Tomer Sisley           | Largo Winch      |                                       |
| Sharon Stone           | Diane Francken   | procureur                             |
| Ulrich Tukur           | Dwight Cochrane  |                                       |
| Napakpapha Nakprasitte | Malunaï          | Largo's vriendin in Birma             |
| Laurent Terzieff       | Alexander Jung   |                                       |
| Olivier Barthélémy     | Simon Ovronnaz   | vriend van Largo in Birma             |
| Nicolas Vaude          | Gauthier         | Largo's majordomus (hoofd personeel)  |
| Clemens Schick         | Dragan Lazarevic | leider van de huurmoordenaars         |
| Nirut Sirichanya       | generaal Min     | een generaal in Birma                 |
| Dmitry Nazarov         | Virgil Nazatchov | rijke industrieel                     |
| François Montagut      | Clive Hanson     | agent van de VN                       |
| Anatole Taubman        | Beaumont         |                                       |
| Praptpapol Suwanbang   | Kadjang          | rebellenleider in Birma voor de Karen |
| Weronika Rosati        | Anna             | een huurmoordenares                   |
| Carlo Brandt           | Freddy Kaplan    | Largo's bodyguard                     |
| Elizabeth Bennett      | as Pennywinckle  |                                       |
| Leonardo Gillosi       | Noom             |                                       |
| John Arnold            | homas Jung       |                                       |
| Wolfgang Pissors       | Attinger         |                                       |
| Olivia Jackson         | Chloé            |                                       |
| Sonia Couling          | Wang             |                                       |
| Sahajak Boonthanakit   | Dan Khongpipat   |                                       |
| Philippe Van Kessel    |                  |                                       |
| Teerawat Mulvilai      | Som Sak          |                                       |
| Vithaya Pansringarm    | Colonel Komsan   |                                       |
| Saicheer Wongwirot     | Ko Sin           |                                       |
| Charlie Dupont         |                  | Podolsky's assistant                  |

## Trivia
- Laurent Terzieff overleed voordat de film uitkwam in 2010.